# Juvanzé
Juvanzé est une commune française, située dans le département de l'Aube en région Grand Est.

## Géographie
|            |         | La Rothière |
| Unienville | Juvanzé |             |
|            | Trannes |             |

Juvanzé est à limite est du Bassin parisien. La commune est située sur la rive droite de l'Aube avec trois territoires différents, les berges de l'Aube, une zone de plaine sédimentaire d'origine quaternaire et une zone plus élevée couverte de bois, à l'est de la commune, du crétacé inférieur.
La commune s'étend sur 4,9 km2, avec une densité en 2006 de 6,7 habitants par km². Juvanzé est située à 136 mètres d'altitude, est entourée par les communes de Trannes, Unienville, La Rothière, et est située à 36 km au nord-est de Troyes la plus grande ville à proximité.

### Hydrographie
La commune est dans la région hydrographique « la Seine de sa source au confluent de l'Oise (exclu) » au sein du bassin Seine-Normandie. Elle est drainée par l'Aube,.
L'Aube, d'une longueur de 249 km, prend sa source dans la commune d'Auberive et se jette  dans la Seine à Marcilly-sur-Seine, après avoir traversé 82 communes.

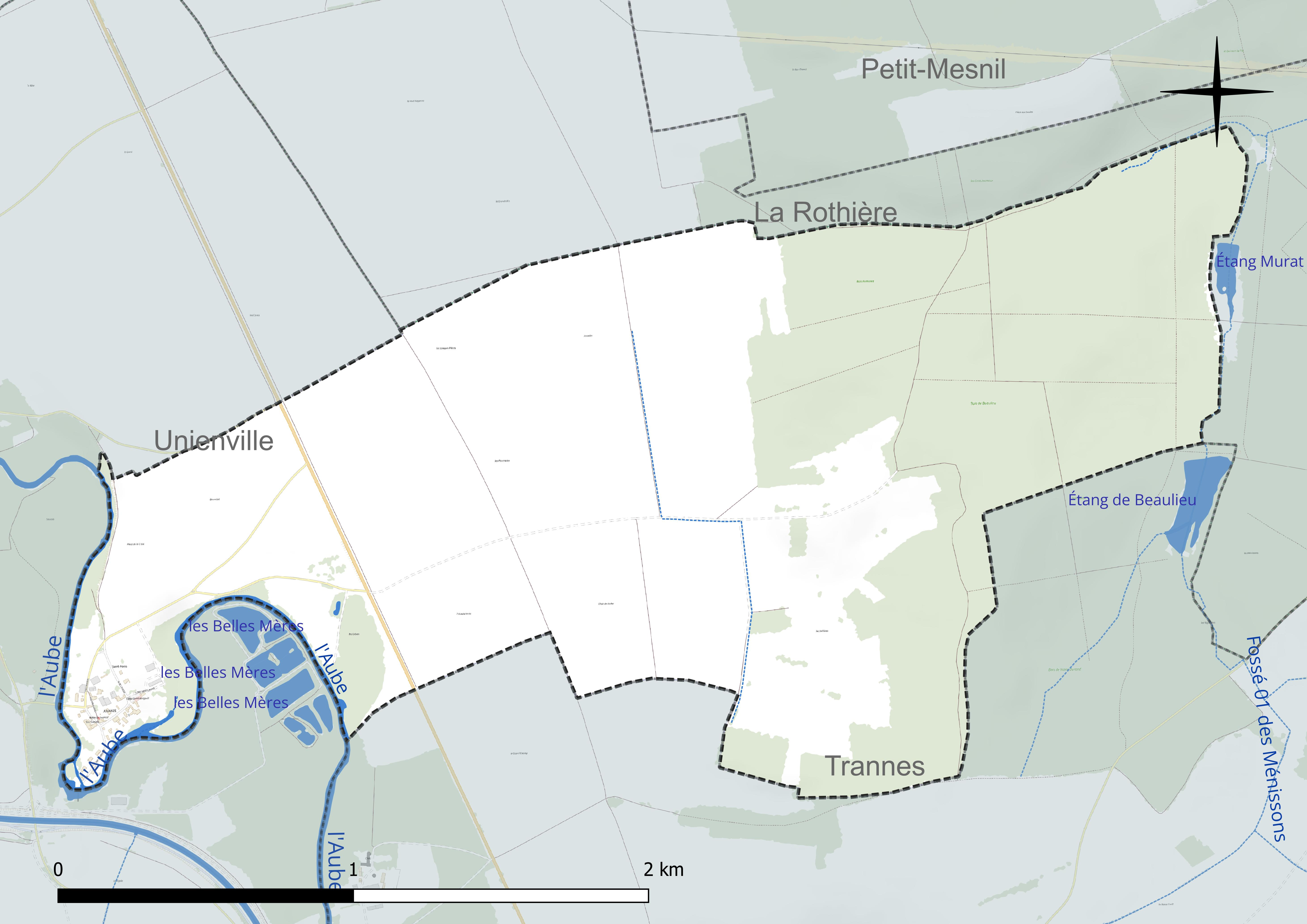
Réseau hydrographique de Juvanzé.

### Climat
Pour des articles plus généraux, voir Climat du Grand Est et Climat de l'Aube.
En 2010, le climat de la commune est de type climat océanique dégradé des plaines du Centre et du Nord, selon une étude du Centre national de la recherche scientifique s'appuyant sur une série de données couvrant la période 1971-2000. En 2020, Météo-France publie une typologie des climats de la France métropolitaine dans laquelle la commune est exposée à un climat océanique altéré et est dans la région climatique Lorraine, plateau de Langres, Morvan, caractérisée par un hiver rude (1,5 °C), des vents modérés et des brouillards fréquents en automne et hiver.
Pour la période 1971-2000, la température annuelle moyenne est de 10,4 °C, avec une amplitude thermique annuelle de 15,9 °C. Le cumul annuel moyen de précipitations est de 793 mm, avec 12,1 jours de précipitations en janvier et 8,5 jours en juillet. Pour la période 1991-2020, la température moyenne annuelle observée sur la station météorologique de Météo-France la plus proche, « Mathaux-Étape », sur la commune de Mathaux à 9 km à vol d'oiseau, est de 11,5 °C et le cumul annuel moyen de précipitations est de 733,9 mm. 
La température maximale relevée sur cette station est de 41,5 °C, atteinte le 25 juillet 2019 ; la température minimale est de −18 °C, atteinte le 2 janvier 1997,,.
Les paramètres climatiques de la commune ont été estimés pour le milieu du siècle (2041-2070) selon différents scénarios d'émission de gaz à effet de serre à partir des nouvelles projections climatiques de référence DRIAS-2020. Ils sont consultables sur un site dédié publié par Météo-France en novembre 2022.

## Urbanisme

### Typologie
Au 1er janvier 2024, Juvanzé est catégorisée commune rurale à habitat très dispersé, selon la nouvelle grille communale de densité à 7 niveaux définie par l'Insee en 2022.
Elle est située hors unité urbaine et hors attraction des villes,.

### Occupation des sols
L'occupation des sols de la commune, telle qu'elle ressort de la base de données européenne d’occupation biophysique des sols Corine Land Cover (CLC), est marquée par l'importance des territoires agricoles (59,4 % en 2018), une proportion identique à celle de 1990 (59,4 %). La répartition détaillée en 2018 est la suivante : 
terres arables (50,8 %), forêts (40,6 %), prairies (8,6 %). L'évolution de l’occupation des sols de la commune et de ses infrastructures peut être observée sur les différentes représentations cartographiques du territoire : la carte de Cassini (XVIIIe siècle), la carte d'état-major (1820-1866) et les cartes ou photos aériennes de l'IGN pour la période actuelle (1950 à aujourd'hui).

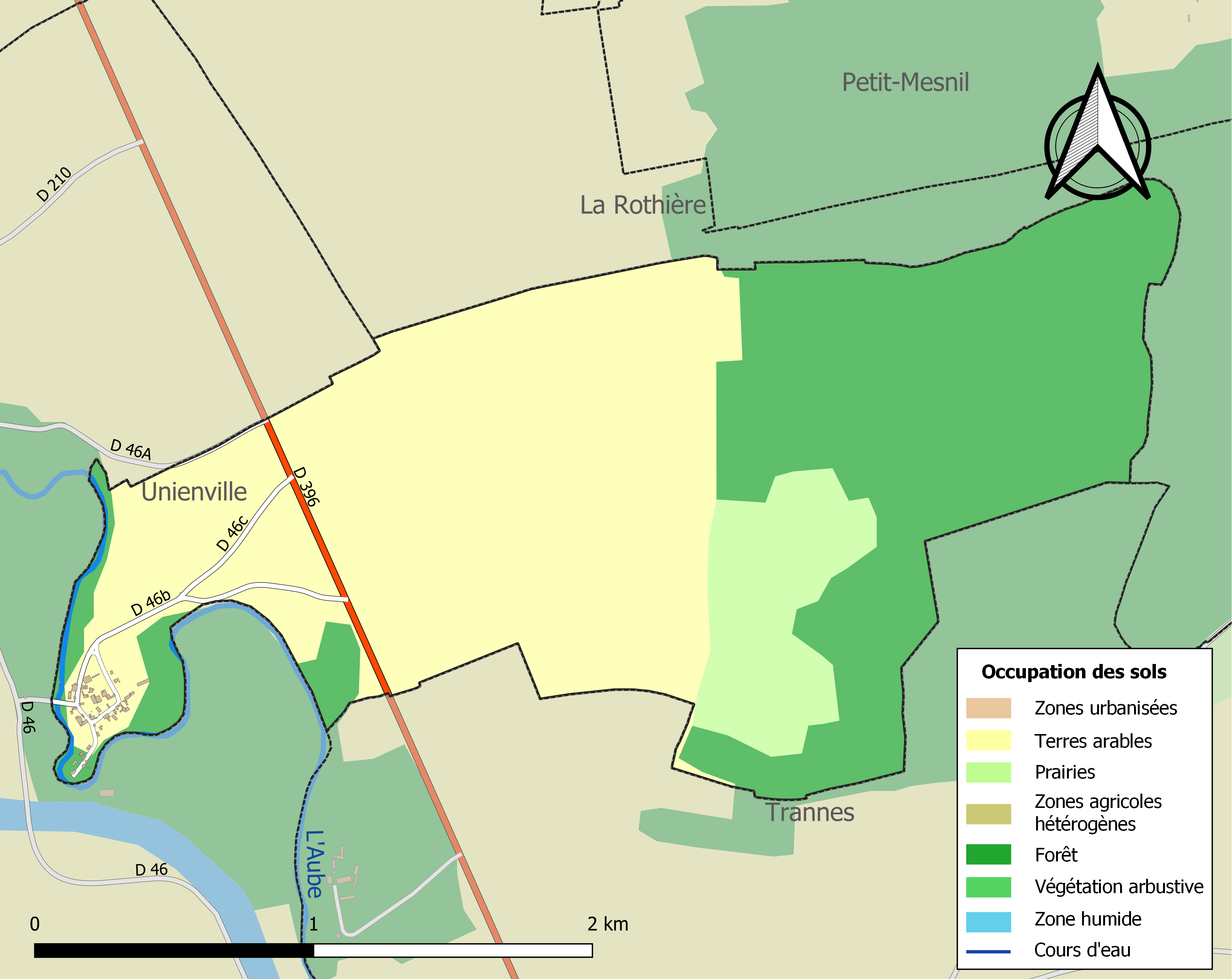
Carte des infrastructures et de l'occupation des sols de la commune en 2018 (CLC).

## Histoire
Ce village fut fondé par l'abbaye de Beaulieu au XIIe siècle pour les moulins qui y ont été édifiés.

## Politique et administration
| Période                                  | Période  | Identité           | Étiquette | Qualité  |
| ---------------------------------------- | -------- | ------------------ | --------- | -------- |
| mars 2001                                | 2008     | M. Gérard Gaucher  |           |          |
| ?                                        | En cours | M. Gérard Bergerat | SE        | Retraité |
| Les données manquantes sont à compléter. |          |                    |           |          |

## Démographie

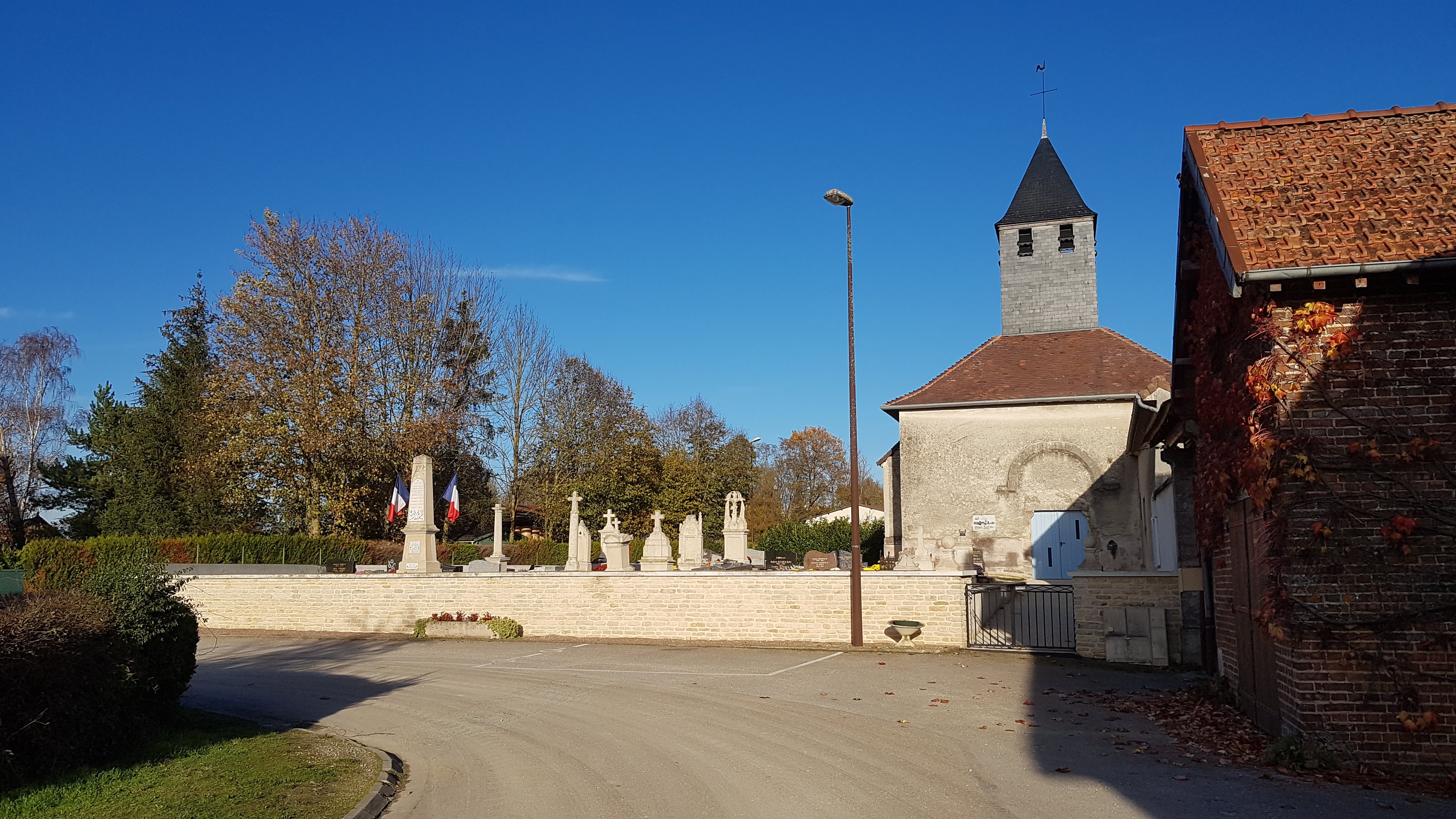

L'évolution du nombre d'habitants est connue à travers les recensements de la population effectués dans la commune depuis 1793. Pour les communes de moins de 10 000 habitants, une enquête de recensement portant sur toute la population est réalisée tous les cinq ans, les populations de référence des années intermédiaires étant quant à elles estimées par interpolation ou extrapolation. Pour la commune, le premier recensement exhaustif entrant dans le cadre du nouveau dispositif a été réalisé en 2006.

En 2022, la commune comptait 35 habitants, en évolution de +2,94 % par rapport à 2016 (Aube : +0,7 %, France hors Mayotte : +2,11 %).
| 1793 | 1800 | 1806 | 1821 | 1831 | 1836 | 1841 | 1846 | 1851 |
| ---- | ---- | ---- | ---- | ---- | ---- | ---- | ---- | ---- |
| 62   | 69   | 62   | 69   | 95   | 96   | 100  | 98   | 101  |

| 1856 | 1861 | 1866 | 1872 | 1876 | 1881 | 1886 | 1891 | 1896 |
| ---- | ---- | ---- | ---- | ---- | ---- | ---- | ---- | ---- |
| 101  | 91   | 78   | 88   | 76   | 73   | 72   | 64   | 62   |

| 1901 | 1906 | 1911 | 1921 | 1926 | 1931 | 1936 | 1946 | 1954 |
| ---- | ---- | ---- | ---- | ---- | ---- | ---- | ---- | ---- |
| 53   | 64   | 47   | 31   | 35   | 50   | 48   | 49   | 44   |

| 1962 | 1968 | 1975 | 1982 | 1990 | 1999 | 2006 | 2011 | 2016 |
| ---- | ---- | ---- | ---- | ---- | ---- | ---- | ---- | ---- |
| 43   | 36   | 32   | 22   | 27   | 37   | 32   | 27   | 34   |

| 2021 | 2022 | - | - | - | - | - | - | - |
| ---- | ---- | - | - | - | - | - | - | - |
| 35   | 35   | - | - | - | - | - | - | - |

## Lieux et monuments
Le territoire de Juvanzé est traversé, au nord, par la voie romaine reliant Langres à Chalôns et qui est classée aux monuments historiques et celle reliant Troyes à Naix. Une abbaye fondée par trois prêtres, Osbert, Alard et Eudes qui reçurent l'autorisation de la fondation en 1112 de Philippe de Pons, évêque de Troyes et encore par Innocent II. En premier lieu soumise à la règle de Norbert de Xanten, elle fut vendue comme bien national à Bourgeois de Jessaint. Napoléon y serait venu alors qui était escolier à Brienne.
- Église Saint-Gengoult, dédiée à Gangolf d'Avallon, classée aux monuments historiques[22] pour ses vitraux et statues.
- Une ancienne centrale hydroélectrique qui est inventoriées aux monuments historiques[23].